# Distretto di Yuhong
Il distretto di Yuhong (于洪区S, Yúhóng QūP) è un distretto della Cina, situato nella provincia di Liaoning e amministrato dalla prefettura di Shenyang.